# Списак основних школа у Лесковцу
Овде се налази списак свих државних основних школа на територији града Лесковца.
| Основна школа                     | Адреса                       | Година оснивања | Ранији назив                                                      |
| --------------------------------- | ---------------------------- | --------------- | ----------------------------------------------------------------- |
| Музичка школа „Станислав Бинички” | Млинска 2                    | 1949.           | Нижа музичка школа                                                |
| ОШ „11. октобар”                  | Кајмакчаланска 24            | 1968.           |                                                                   |
| ОШ „Аца Синадиновић”              | Предејане                    |                 |                                                                   |
| ОШ „Бора Станковић”               | Богојевце                    |                 |                                                                   |
| ОШ „Бора Станковић”               | 29. новембра 1, Вучје        | 1919.           |                                                                   |
| ОШ „Бора Станковић”               | Губеревац                    |                 |                                                                   |
| ОШ „Бранко Радичевић”             | Вука Караџића бб, Брестовац  |                 |                                                                   |
| ОШ „Васа Пелагић”                 | Васе Пелагића 5              | 1925.           | ОШ Трећи (ветернички) кварт Државна народна основна школа Скерлић |
| ОШ „Вожд Карађорђе”               | Видоја Смилевског 8          | 1989.           |                                                                   |
| ОШ „Вук Караџић”                  | Велика Грабовница            | 1893.           |                                                                   |
| ОШ „Вук Караџић”                  | Саве Ковачевића 69           | 1940.           |                                                                   |
| ОШ „Вук Караџић”                  | Воје Митровића бб, Печењевце |                 |                                                                   |
| ОШ „Десанка Максимовић”           | 29. новембра бб, Грделица    |                 |                                                                   |
| ОШ „Ђура Јакшић”                  | Турековац                    |                 |                                                                   |
| ОШ „Јосиф Костић”                 | Учитеља Јосифа 1             |                 |                                                                   |
| ОШ „Јосиф Панчић”                 | Орашац                       |                 |                                                                   |
| ОШ „Коста Стаменковић”            | Норвежанска 3                | 1965.           |                                                                   |
| ОШ „Милутин Смиљковић”            | Винарце                      |                 |                                                                   |
| ОШ „Никола Скобаљић”              | Велико Трњане                |                 |                                                                   |
| ОШ „Петар Тасић”                  | Влајкова 24                  | 1959.           |                                                                   |
| ОШ „Радоје Домановић”             | Манојловце 9                 |                 |                                                                   |
| ОШ „Светозар Марковић”            | Лесковачког одреда 6         | 1904.           | Школа поред реке ОШ „Први кварт” ОШ „Јован Цвијић”                |
| ОШ „Славко Златановић”            | Мирошевце                    |                 |                                                                   |
| ОШ „Трајко Стаменковић”           | Дубочица 7                   | 1984.           |                                                                   |
| ШООО "Доситеј Обрадовић"          | Влајкова 24                  | 1946.           |                                                                   |